# Roberto Juarroz
Roberto Juarroz (* 5. Oktober 1925 in Coronel Dorrego, Provinz Buenos Aires; † 31. März 1995 in Temperley, Provinz Buenos Aires) war ein argentinischer Dichter und Schriftsteller.

## Leben
Roberto Juarroz studierte Bibliothekswissenschaft an der Fakultät der Philosophie der Universidad de Buenos Aires und konnte dieses Studium 1958 abschließen. Daran schloss sich 1961 bis 1962 ein weiterführendes Studium mit Stipendium an der Sorbonne an.
Von 1962 bis 1991 war er Professor an der Universität von Buenos Aires, weiterhin Direktor der Abteilung für Bibliothekswissenschaft (ohne Jahresangabe), und Herausgeber der Zeitschrift Poesía = Poesía (1958–1965).
Andreas Dorschel nennt die „philosophische Lyrik“ Roberto Juarroz’ „glasklar und dunkel“ zugleich und rühmt ihre „Leichtigkeit und metaphysischen Witz“.

## Werke
- Achte vertikale Poesie (= Octava poesía vertical). Zweisprachige Stuttgarter Juarroz-Werkausgabe Band 5. Einzeltitel aus dem Jahr 1984. Herausgegeben und aus dem Spanischen von Juana und Tobias Burghardt. Umschlaggestaltung von Juana Burghardt. Edition Delta,Stuttgart 2018, ISBN 978-3-927648-58-6.[2]
- Siebte vertikale Poesie (= Séptima poesía vertical). Zweisprachige Stuttgarter Juarroz-Werkausgabe Band 4. Einzeltitel aus dem Jahr 1982. Herausgegeben und aus dem Spanischen von Juana und Tobias Burghardt. Umschlaggestaltung von Juana Burghardt. Edition Delta,Stuttgart 2017, ISBN 978-3-927648-57-9.[3]
- Fünfte vertikale Poesie & Sechste vertikale Poesie (= Quinta poesía vertical & Sexta poesía vertical). Zweisprachige Stuttgarter Juarroz-Werkausgabe Band 3. Zwei Einzeltitel aus den Jahren 1974 und 1975 in einem Band. Herausgegeben und aus dem Spanischen von Juana und Tobias Burghardt. Umschlaggestaltung von Juana Burghardt. Edition Delta,Stuttgart 2015, ISBN 978-3-927648-54-8.[4]
- Dritte vertikale Poesie & Vierte vertikale Poesie (= Tercera poesía vertical & Cuarta poesía vertical). Zweisprachige Stuttgarter Juarroz-Werkausgabe Band 2. Zwei Einzeltitel aus den Jahren 1965 und 1969 in einem Band. Herausgegeben und aus dem Spanischen von Juana und Tobias Burghardt. Mit einem Brief von Julio Cortázar. Edition Delta,Stuttgart 2014, ISBN 978-3-927648-53-1.[5]
- Vertikale Poesie & Zweite vertikale Poesie (= poesía vertical & Segunda poesía vertical). Zweisprachige Stuttgarter Juarroz-Werkausgabe Band 1. Zwei Einzeltitel aus den Jahren 1958 und 1963 in einem Band. Aus dem Spanischen von Juana und Tobias Burghardt. Edition Delta,Stuttgart 2014, ISBN 978-3-927648-51-7.[6]
- Poesie und Wirklichkeit (= Poesía y realidad). Poetik und Antrittsrede in der Argentinischen Akademie für Sprache und Dichtung (Academia Argentina de Letras) vom 27. November 1986 in Buenos Aires. Herausgegeben und aus dem Spanischen von Juana und Tobias Burghardt. Umschlaggestaltung von Juana Burghardt. Edition Delta, Stuttgart 2010, ISBN 978-3-927648-33-3.[7]
- Vertikale Poesie. Zweisprachige Werkauswahl (= Poesía vertical. Antología personal bilingüe). Herausgegeben, aus dem argentinischen Spanisch und mit einem Nachwort von Juana und Tobias Burghardt. Photos von Daniel Mordzinski. Jung und Jung Verlag, Salzburg und Wien 2005, ISBN 978-3-902144-88-1.[8]
- Dreizehnte vertikale Poesie (= Decimotercera poesía vertical). Herausgegeben, aus dem argentinischen Spanisch und mit einem Nachwort von Tobias Burghardt, Residenz Verlag, Salzburg und Wien 1997, ISBN 978-3-7017-1048-5.
- Vertikale Poesie (1958–93). Auswahl. Herausgegeben, aus dem argentinischen Spanisch und mit einem Nachwort von Tobias Burghardt. Edition Delta, Stuttgart 1993, ISBN 978-3-927648-06-7.[9]
- Vertikale Poesie, Band 1 bis 14, (1958–1993)
- Poesías Completas (1993)
- Poesía y Creación (1986)
- Poesía, literatura y hermeneútica (1987)

## Auszeichnungen
- 1984 Ehrenpreis der Stiftung Argentina para la Poesía
- 1984 Premio Esteban Echeverría
- 1992 Prix Jean Malrieu, Marseille
- 1992 Prix de la Biennale Internationale de Poesie, Liège
- 1994 Großer Ehrenpreis des argentinischen Schriftstellerverbandes